# Alte Linde (Eschelbronn)

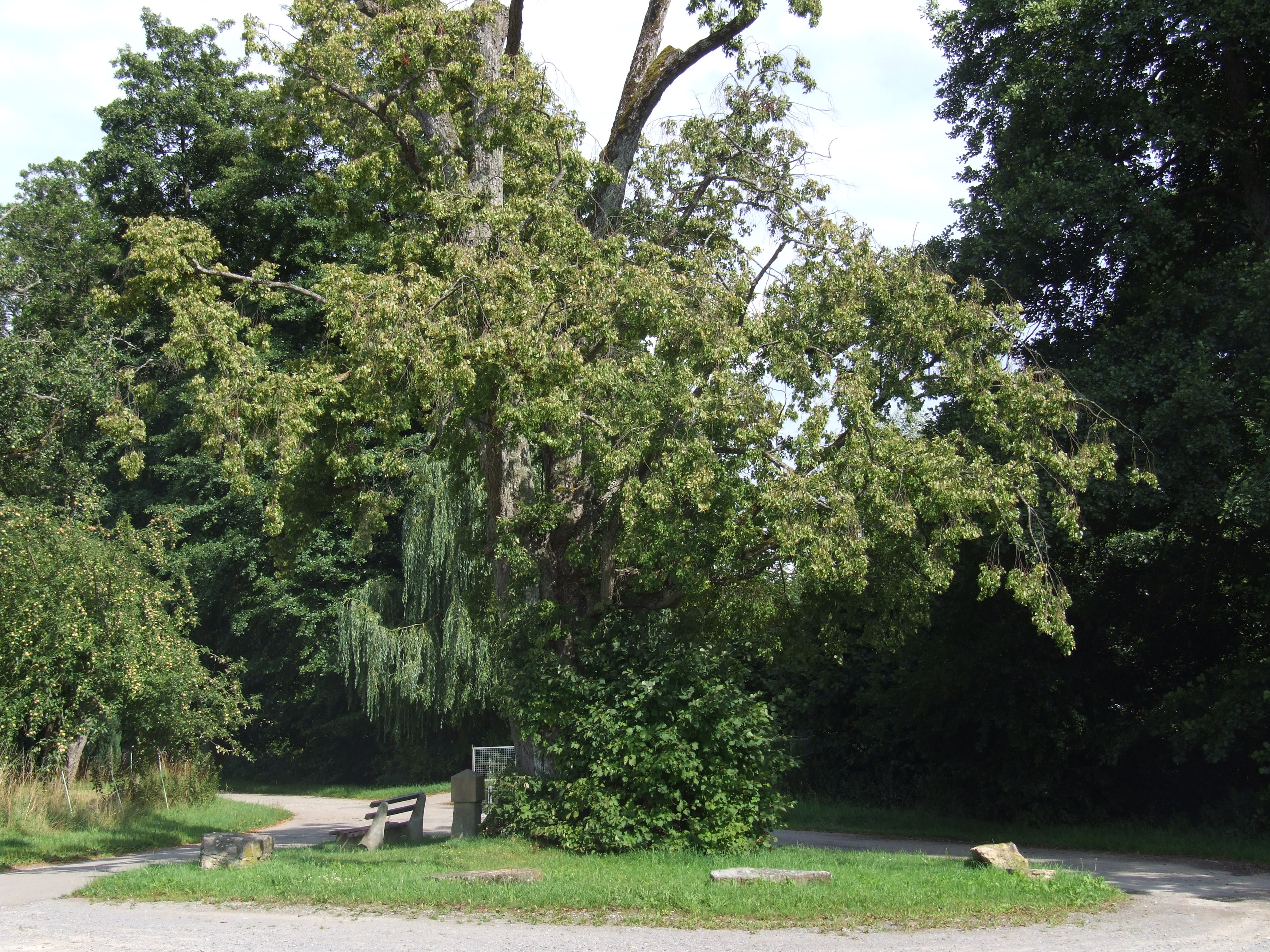
Die „alte Linde“ am Bettweg

Die alte Linde in Eschelbronn, einer Gemeinde im Rhein-Neckar-Kreis im nördlichen Baden-Württemberg, war eine Winterlinde und ein eingetragenes Naturdenkmal. Sie befand sich am Bettweg neben dem Schwarzbach. Im Schutzgebietsverzeichnis war sie unter der Bezeichnung „Winterlinde Bettweg“ mit der Schutzgebietsnummer 82260200001 aufgeführt.

## Geschichte

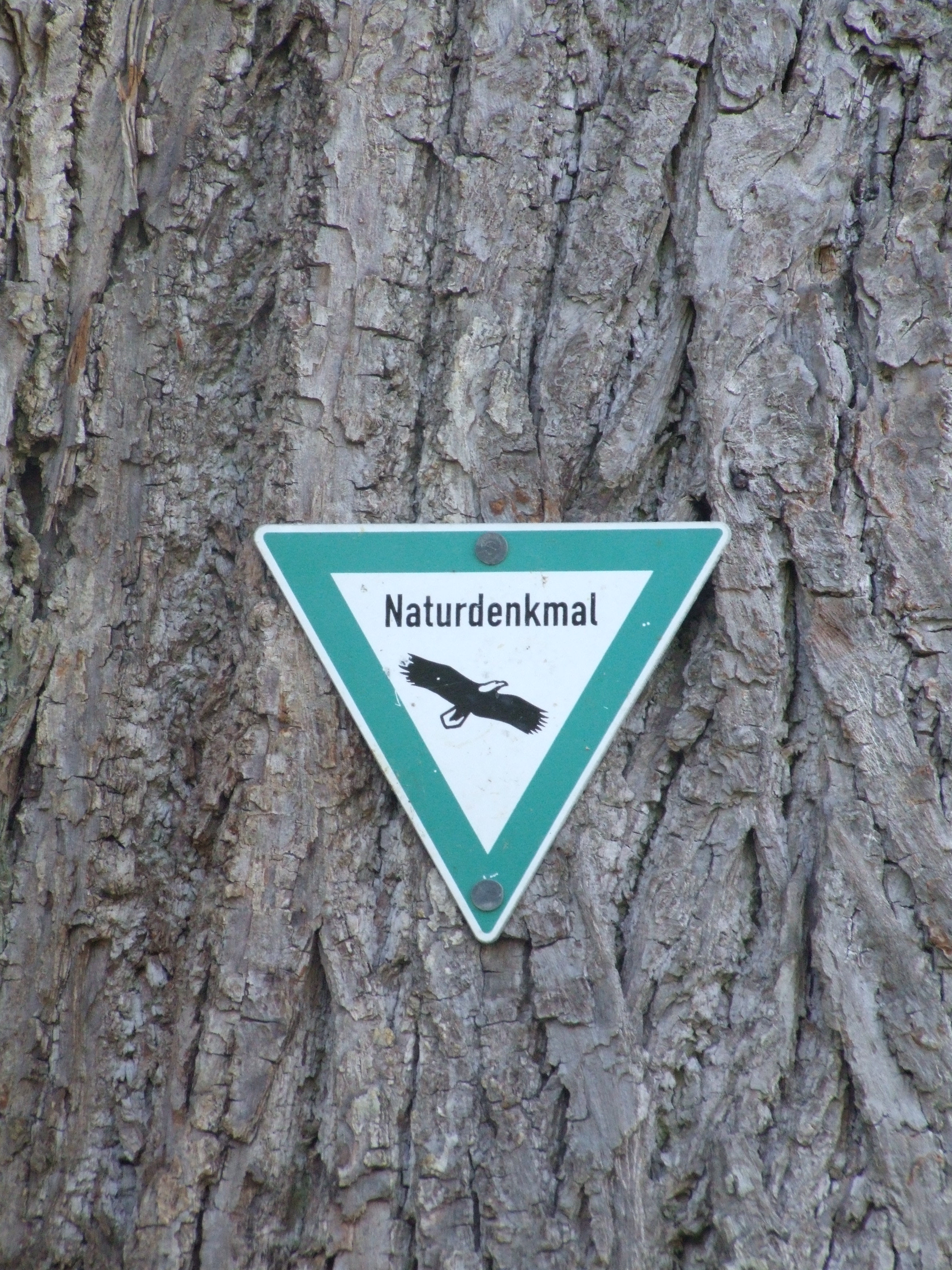
Naturdenkmal Alte Linde

Die Linde wurde vermutlich vor 1850 von dem Urgroßvater eines ortsansässigen Landwirts namens Emil Hauck gepflanzt. An dieser Stelle befand sich bis 1862 eine der wichtigsten Kreuzungen zu den Nachbargemeinden. Ebenfalls befindet sich direkt vor der Stelle, an der sich der Baum befand ein historischer steinerner Wegweiser mit Laufzeit-Angaben zu den Nachbargemeinden Mönchzell und Meckesheim.
Eine vermutlich zeitgleich gepflanzte und ebenfalls als Naturdenkmal ausgewiesene Winterlinde befand sich bis Oktober 2019 am Eschelbronner Friedhof.
Gegen Ende des 20. Jahrhunderts verlor die Linde an Vitalität, da vermutlich beim Bau des anliegenden Regenrückhaltebeckens in den 1980er Jahren das Wurzelwerk beschädigt wurde. Zudem wurde eine Fläche um den Baum asphaltiert was ebenfalls zur gesundheitlichen Beeinträchtigung beigetragen haben soll.

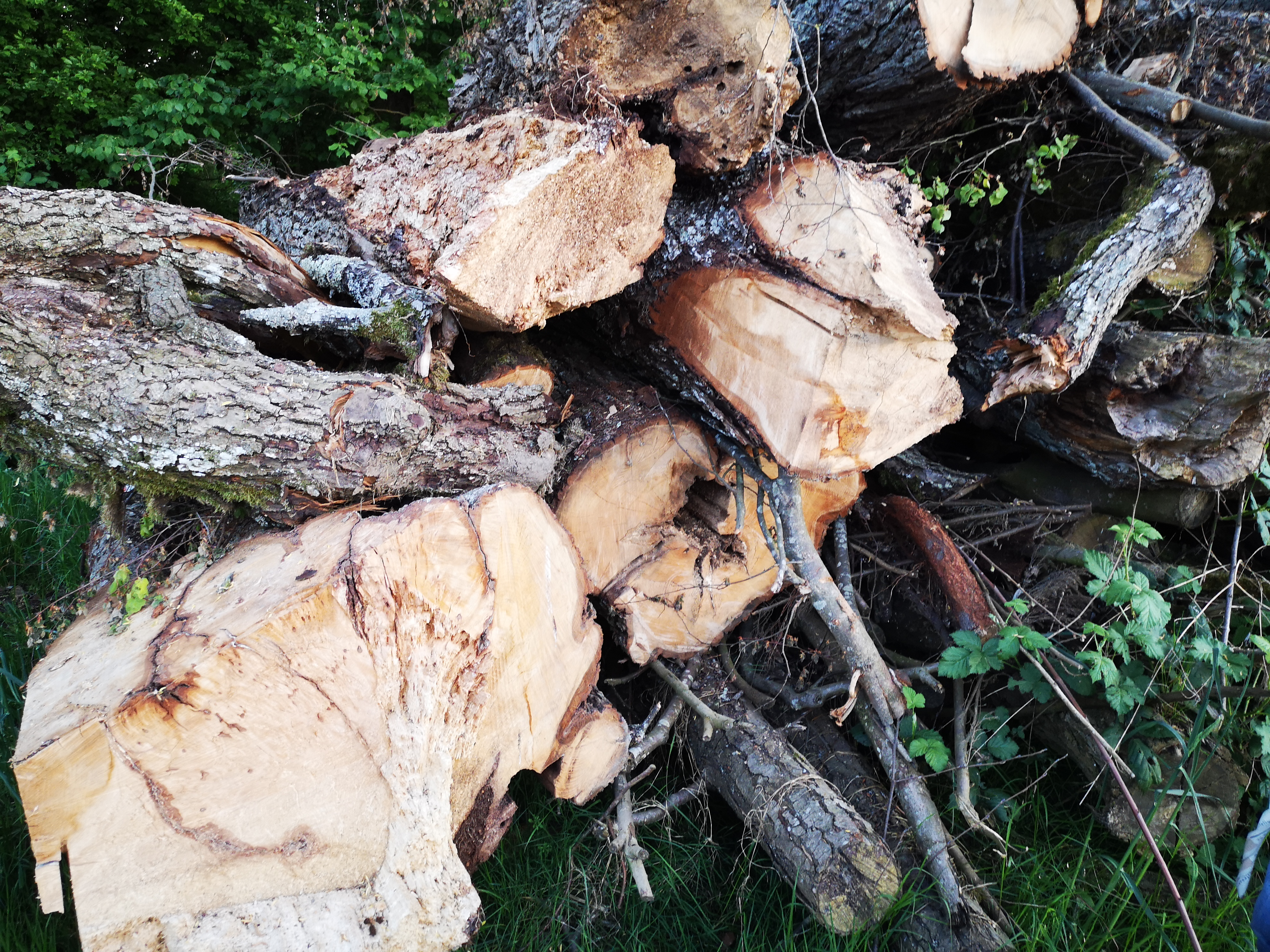
Holz der Linde nach der Fällung

Im April 2025 wurde der Baum gefällt.

## Kulturelle Bedeutung
Mit einer vorstehenden Bank galt die Linde über mehrere Generationen hinweg als Treffpunkt für Jugendliche und Rentner. Die Stelle wurde einst auch „Armor-Treffpunkt“ genannt, weil sich Liebespaare dort trafen. Jugendliche nutzten den Standort des Baumes neben dem Schwarzbach als Badestelle.